# (2882) Tedesco
(2882) Tedesco (1981 OG) – planetoida z pasa głównego asteroid okrążająca Słońce w ciągu 5,61 lat w średniej odległości 3,15 j.a. Odkryta 26 lipca 1981 roku.